# Пињои Сан Роко (Империја)
Пињои Сан Роко је насеље у Италији у округу Империја, региону Лигурија.
Према процени из 2011. у насељу је живело 39 становника. Насеље се налази на надморској висини од 83 м.